# Apelle (gnostique)
 (juin 2023).
Pour les articles homonymes, voir Apelle (homonymie).
Apelle (Apelles, Ἀπελλῆς) est un chrétien gnostique du milieu du IIe siècle. 
Disciple de Marcion, probablement à Rome, il quitte (ou a été expulsé) la communauté marcionite. Il se différencie de son maître en raison de son attachement au monisme de Dieu et son évolution vers un gnosticisme d'école alexandrine. Il cherche à établir un pont entre le gnosticisme et la future orthodoxie.

## Biographie, doctrine et réception
Tertullien écrit qu'il se singularise intellectuellement et quitte Marcion parce qu'il s'est lié à une femme nommée Philomena qui prétend être possédée par un ange, lequel lui fait voir le Christ et Saint Paul. Ceux-ci lui délivrent des « révélations » qu'Apelle lit en public.
Après son apprentissage à Rome, Apelle se rend ensuite à Alexandrie, où il développe sa doctrine, un marcionisme réformé, qui (selon Tertullien) admet que le Christ possédait une vraie chair (corporéité) humaine mais continuait à nier la Nativité. C'est là qu'il rencontre Philomène, sorte de voyante versée dans la magie qui l'aide dans ses travaux.
Il essaie de servir de médiateur entre les positions dualistes de Marcion et les positions proto-orthodoxes. En fait, si Marcion distingue dans ses Antithèses le Dieu dur et sévère de l'Ancien Testament, le Dieu de la Loi, le Démiurge, du Dieu bon du Nouveau Testament, Père de Jésus, selon le dualisme gnostique-manichéen, Apelle est revenu au concept orthodoxe d'unité et de Trinité de Dieu.
De plus, Apelle veut unir les vues orthodoxes et le gnosticisme, malgré le docétisme de ce dernier, docétisme qui proclame, contrairement au kérygme (cœur de la foi chrétienne), que le corps du Christ est complètement immatériel, formé principalement de matière stellaire ou de substance divine.
Selon Apelle, le « Dieu Bon, Saint et Supérieur » ne se soucie jamais des choses inférieures, mais il émane un autre dieu qui a créé le monde. Apelle écrit également un vaste ouvrage, aujourd'hui perdu mais cité par Saint Ambroise de Milan, intitulé Syllogismoi (raisonnements) pour prouver l'erreur de l'Ancien Testament. Ouvrage sans doute remarquablement long puisque le volume 38 est mentionné. Ce titre lui-même suggère qu'Apelle a l'intention de se situer par rapport aux Antithèses de Marcion, lesquelles opposent l'Ancien et le Nouveau Testament pour rejeter le premier et privilégier dans le second, les épitres pauliniennes, clé de son interprétation.
On attribue à Apelle un texte apocryphe comprenant 3 oeuvres, l'Évangile d'Apelle perdu aujourd'hui, les Sillogismoi, et les Manifestations (récit des visions de Philomène). La première œuvre est connue seulement par quelques citations données par les Pères de l'Église, notamment par Saint Jérôme de Stridon et Saint Épiphane de Salamine ; la deuxième est connue grâce à Saint Ambroise, mais la troisième a entièrement disparu. 
Les Pères de l'Église s'opposent à Apelle. Tertullien, par exemple, désigne Philomène comme une prostituée et accuse Apelle d'impudeur, mais Rhodon, qui l'a connu personnellement, le qualifie de « vénérable par son comportement et son âge ». Tertullien, cependant, l'attaque souvent dans ses écrits (De Praeser, LXVII ; Adv. Marcionem, III, g. 11, IV 17) et écrit même une œuvre qui lui est expressément dédiée, Adversus Apelleiacos, perdue mais connue d'Hippolyte de Rome comme de Saint Augustin. 
Tertullien mentionne dans l'Adversus Apelleiacos un point de doctrine de cette secte selon lequel la chair a été créée pour les âmes séduites par un certain « prince ardent du mal ». De plus, ils croient que le corps du Christ était composé d'éléments terrestres et, plutôt que de monter au ciel, son corps s'est  décomposé, dans un retour à la Terre après sa mort, contrairement aux récits évangéliques de la Résurrection et de l’Ascension. Cela semble lié aux idées gnostiques de Basilide ou Valentin. Les thèses marcionites décrites au début du Ve siècle par l'apologète arménien et défenseur de l'orthodoxie Eznik de Kolb (« Yeznik Koghbatsi ») semblent également converger sur ce point.
On fait[Qui ?] mention pour la dernière fois de la présence d'Apelle à Rome en 188, où il meurt à un âge avancé.

## Disciples et postérité ultérieure
Les disciples d'Apelle, connus sous le nom d'Apellitae, d'Apelliacos ou d'Apelléastes, sont pour la plupart inconnus. La secte est pourtant fondée dans la Ville Éternelle.
Saint Ambroise de Milan, durant la deuxième moitié du IVe siècle, dirige certains de ses commentaires dans son De paradiso (Sur le jardin d'Eden) contre cette secte, mais nous ignorons s'il agissait à des fins pastorales (à l'encontre d'une secte toujours active ce qui signifierait une persistance jusque vers l'an 400, thèse soutenue par certains chercheurs) ou s'il a juste repris l'Adversus Apelleiacos de Tertullien.

## Commentaires des Pères sur Apelle
Rhodon fournit ces informations sur les disciples de Marcion :

« C'est pourquoi ils (les disciples de Marcion, les Marcionites) ont cessé d'être d'accord entre eux, maintenant des opinions incohérentes. L'un de leurs troupeaux est celui d'Apelles, qui est vénéré pour sa vie et sa vieillesse. Il admet qu'il y a un Principe mais dit que les prophéties sont d'un esprit opposé, et il a été convaincu par les paroles d'une jeune fille possédée nommée Philoumena. Mais d'autres, comme le capitaine lui-même (Marcion), ont introduit deux Principes. A eux appartiennent Potitus et Basilicus. Ils suivirent le loup de Pont (Marcion), ne percevant pas plus que lui la division des choses, et, se tournant vers une solution simple, annoncèrent deux Principes avec audace et sans preuve. D'autres encore, passant dans l'erreur la plus grave, supposaient qu'il n'y a pas seulement deux mais même trois natures. Parmi eux, le chef et le chef est Syneros, comme ceux qui représentent son école. »

Rhodon offre ce récit d'une discussion avec Apelle :

« Car le vieil Apelle, lorsqu'il s'est entretenu avec nous, s'est avéré faire beaucoup de fausses déclarations. Car il disait aussi qu'il n'est pas nécessaire d'examiner l'argument en profondeur, mais que chacun doit rester dans sa propre croyance, car il affirmait que ceux qui placent leur espérance dans le Crucifié seraient sauvés, s'ils persistaient dans les bonnes œuvres. Mais comme nous l'avons dit, la partie la plus obscure de toutes les doctrines qu'il a avancées concernait Dieu. Car il n'arrêtait pas de dire qu'il n'y a qu'un seul Principe, comme le dit notre doctrine... Et quand je lui ai dit : « Où est cette preuve qui est la vôtre, ou comment pouvez-vous dire qu'il y a un seul Principe ? Dites-nous. », il déclara que les prophéties se réfutent en n'ayant pas du tout dit la vérité car elles sont incohérentes et fausses et se contredisent elles-mêmes, mais quant à l'existence d'un principe, il dit qu'il ne le savait pas, mais qu'il était simplement incliné à cette opinion. Puis, quand je l'ai supplié de dire la vérité, il a juré qu'il disait la vérité, quand il a dit qu'il ne savait pas comment le Dieu inexpérimenté est un, mais qu'il y croyait. Mais je me suis moqué de lui et je l'ai condamné, parce que, bien qu'il se soit appelé lui-même un maître, il ne savait pas comment établir ce qu'il enseignait. »

J. Quasten en fournit une analyse :

« De ce récit, il semble qu'Apelle n'était pas d'accord avec Marcion sur les questions les plus importantes. Tout d'abord, il a rejeté le dualisme avoué de son professeur et s'est efforcé de revenir à un seul premier principe. En conséquence, il a présenté le demiurge comme une créature de Dieu, comme un ange qui a créé le monde. Deuxièmement, Apelle a rejeté le docétisme de Marcion. Jésus-Christ n'était pas un fantôme ; il avait un corps réel bien qu'il ne l'ait pas reçu de la Vierge Marie mais l'ait emprunté aux quatre éléments des étoiles. Quand il est remonté au ciel, il a rendu son corps aux éléments. D'autre part, Apelle a été beaucoup plus sévère que Marcion dans son rejet de l'Ancien Testament. Marcion considérait l'Ancien Testament comme un document de valeur purement historique sans aucune signification religieuse. Pour Apelle, c'était un livre de mensonges, plein de contradictions et de fables et assurément peu fiable. »

## Œuvres (perdues) d'Apelle
- Syllogismoi (Raisonnements)
- Évangile d'Apelle
- Manifestations (φανερωσεις)